# Campionato Nazionale 1919-1920
La stagione 1919-1920 è stato il quinto Campionato Nazionale, e ha visto campione l'Hockey Club Bellerive Vevey.

## Gruppi

### Serie Est
| Engelberg 24 gennaio 1920 | Akademischer EHC Zürich | 2 – 0 referto | Engelberg |  |

### Serie Ovest
| Château-d'Oex 15 febbraio 1920 | Bellerive Vevey | 7 – 0 referto | Château-d'Œx |  |

## Finale
| Château-d'Oex 15 febbraio 1920 | Bellerive Vevey | 3 – 0 referto | Akademischer EHC Zürich |  |

 Akademischer EHC Zürich perde per forfait per non essersi presentati.

## Verdetti
| Campionato Nazionale 1919-1920 | Campionato Nazionale 1919-1920 |
| ------------------------------ | ------------------------------ |
| Campionato Nazionale           | Bellerive Vevey                |